# Ixia amethystina
Ixia amethystina är en irisväxtart som beskrevs av John Charles Manning och Peter Goldblatt. Ixia amethystina ingår i släktet Ixia och familjen irisväxter. Inga underarter finns listade i Catalogue of Life.